# Vicente López (Baseballspieler)
Vicente López Lara (* 19. April 1945 oder 1955 in Quebrada Seca, San Isidro; † 10. Oktober 2010 ebenda) war ein nicaraguanischer Baseballspieler.
López, Mitglied der Nationalmannschaft seines Landes, galt als der kompletteste Catcher in der Geschichte des nicaraguanischen Baseballs. In seiner gesamten Karriere wirkte er in 792 Partien mit. Am 4. April 2005 wurde er im Estadio Nacional „Denis Martínez“ in die Ruhmeshalle des nicaraguanischen Sports aufgenommen. Im August 2010 wurde ihm von Staatspräsident Daniel Ortega persönlich der Orden „Distinción Deportiva“ verliehen.
López verstarb nach monatelangem Kampf gegen ein Krebsleiden im Alter von 55 oder 65 Jahren. Die Pressemeldungen sind insoweit nicht einheitlich. Während die große nicaraguanische Tageszeitung „La Prensa“ in ersten Meldungen ein Todesalter von 55 Jahren angibt, nennen andere Quellen als Geburtsdatum das Jahr 1945.